# Järnväg i Mauritius

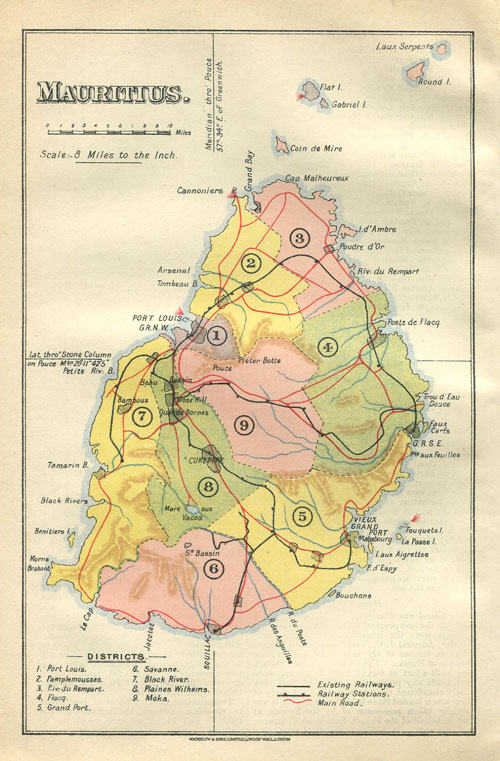
Järnvägslinjer i Mauritius 1910.

Järnvägen i Mauritius började byggas på 1860-talet när behovet för transport ökade i samband med att landets ekonomi utvecklades. Den första järnvägslinjen, som gick norr- och västerut från huvudstaden Port Louis till Grand River invigdes 1864 och året efter öppnade en linje söderut till Mahébourg. Båda linjer hade en spårvidd på 1 435 millimeter (normalspår).
Järnvägsnätet utökades i december 1876 med en linje från Rose Hill till Rivière Sèche där den anslöt till den norra linjen och senare med en linje från Rose Belle till Souillac.
Den 21 september 1903 öppnades en 6,5 kilometer lång sidobana till Long Mountain och den 27 augusti 1904 en 21 kilometer lång linje från Port Louis till Tamarin.
Under sin storhetstid hade Mauritius Government Railways ett linjenät på 250 kilometer, 52 engelsktillverkade ånglok, två dieselelektriska lok, nästan 200 personvagnar samt omkring 750 godsvagnar. Förutom den statliga järnvägen fanns ett stort antal privata smalspåriga industrijärnvägar inom socker- och sågverksindustrin.
Persontrafiken på järnvägen avvecklades på 1950-talet då det sista tåget mellan Port Louis och Curepipe avgick den 31 mars 1956 och i februari 1964 avvecklades även godstrafiken.

## Lättbana
Under 2020-talet har delar av den gamla järnvägen ersatts av lättbanan Metro Express vars linjedragning i stort sett följer den nedlagda järnvägen  mellan Port Louis och Curepipe.